# Sam Nivola
Samuel John Nivola (Londra, 26 settembre 2003) è un attore inglese con cittadinanza italiana.

## Biografia
Figlio d'arte degli attori Alessandro Nivola ed Emily Mortimer, trascorre l'infanzia tra Los Angeles e Brooklyn seguendo gli impegni lavorativi dei genitori. Si laurea alla Columbia University.
Dopo una piccola parte all'età di 10 anni in un episodio della serie televisiva Doll & Em, dividendo la scena con sua madre, esordisce propriamente come attore nel 2021, con una puntata della miniserie di BBC One The Pursuit of Love - Rincorrendo l'amore dove recita insieme alla sorella May. L'anno seguente interpreta, nuovamente insieme a May, uno dei figli di Adam Driver e Greta Gerwig nel film Netflix Rumore bianco, tratto dall'omonimo romanzo di Don DeLillo. Nel 2023, recita in Maestro di Bradley Cooper, nel ruolo del figlio di Leonard Bernstein, mentre nel 2024 è nel cast principale della miniserie Netflix The Perfect Couple. Nel 2025 è nel cast della terza stagione di The White Lotus.

## Filmografia

### Cinema
- Rumore bianco (White Noise), regia di Noah Baumbach (2022)
- Eileen, regia di William Oldroyd (2023)
- Maestro, regia di Bradley Cooper (2023)

### Televisione
- Doll & Em – serie TV, episodio 1x06 (2013)
- The Pursuit of Love - Rincorrendo l'amore (The Pursuit of Love), regia di Emily Mortimer – miniserie TV, puntata 2 (2021)
- The Perfect Couple, regia di Susanne Bier – miniserie TV (2024)
- The White Lotus – serie TV, 8 episodi (2025)

## Doppiatori italiani
Nelle versioni in italiano delle opere in cui ha recitato, Sam Nivola è stato doppiato da:
- Mirko Cannella in Rumore bianco
- Lorenzo Crisci in Maestro
- Andrea Di Maggio in The Perfect Couple
- Riccardo Suarez in The White Lotus